# Marbois
Marbois – gmina we Francji, w regionie Normandia, w departamencie Eure. W 2013 roku liczba ludności na terenie obecnej gminy wynosiła 1336 mieszkańców. 
Gmina została utworzona 1 stycznia 2016 roku z połączenia czterech wcześniejszych gmin: Chanteloup, Le Chesne, Les Essarts oraz Saint-Denis-du-Béhélan. Siedzibą gminy została miejscowość Le Chesne.